# Kleidotoma psiloides
Kleidotoma psiloides är en stekelart som beskrevs av John Obadiah Westwood 1833. Kleidotoma psiloides ingår i släktet Kleidotoma, och familjen glattsteklar. Arten är reproducerande i Sverige.